# Montamat
Montamat település Franciaországban, Gers megyében. Lakosainak száma 109 fő (2022. január 1.). Montamat Gaujac, Lombez, Mongausy, Saint-Soulan, Samatan és Sauveterre községekkel határos.

## Népesség
A település népességének változása:
| Lakosok száma | 125  | 91   | 87   | 95   | 129  | 133  | 136  | 121  | 114  | 109  |
|               | 1968 | 1982 | 1990 | 2006 | 2013 | 2015 | 2017 | 2019 | 2020 | 2022 |